# العلاقات المغربية البنينية
العلاقات المغربية البنينية هي العلاقات الثنائية التي تجمع بين المغرب وبنين.

## مقارنة بين البلدين
هذه مقارنة عامة ومرجعية للدولتين:
| وجه المقارنة                                              | المغرب                                 | بنين            |
| --------------------------------------------------------- | -------------------------------------- | --------------- |
| المساحة (كم2)                                             | 710.85 ألف                             | 114.76 ألف      |
| عدد السكان (نسمة)                                         | 36.07 مليون                            | 11.18 مليون     |
| الكثافة السكانية (ن./كم²)                                 | 50.74                                  | 97.42           |
| العاصمة                                                   | الرباط                                 | بورتو نوفو      |
| اللغة الرسمية                                             | اللغة العربية، أمازيغية معيارية مغربية | لغة فرنسية      |
| العملة                                                    | درهم مغربي                             | فرنك غرب أفريقي |
| الناتج المحلي الإجمالي (بليون دولار)                      | 109.14 مليار                           | 9.27 مليار      |
| الناتج المحلي الإجمالي (تعادل القوة الشرائية) بليون دولار | 274.06 مليار                           | 22.38 مليار     |
| الناتج المحلي الإجمالي الاسمي للفرد دولار أمريكي          | 2.88 ألف                               | 762             |
| الناتج المحلي الإجمالي للفرد دولار أمريكي                 | 7.49 ألف                               | 2.03 ألف        |
| مؤشر التنمية البشرية                                      | 0.628                                  | 0.480           |
| رمز المكالمات الدولي                                      | +212                                   | +229            |
| رمز الإنترنت                                              | .ma                                    | .bj             |
| المنطقة الزمنية                                           | ت ع م+01:00                            | ت ع م+01:00     |

## منظمات دولية مشتركة
يشترك البلدان في عضوية مجموعة من المنظمات الدولية، منها:
| علم المنظمة | اسم المنظمة                               | تاريخ انضمام المغرب | تاريخ انضمام بنين |
| ----------- | ----------------------------------------- | ------------------- | ----------------- |
|             | وكالة ضمان الاستثمار متعدد الأطراف        | 17 سبتمبر 1992      | 26 سبتمبر 1994    |
|             | منظمة التعاون الإسلامي                    | 25 سبتمبر 1969      | ?                 |
|             | منظمة الشرطة الجنائية الدولية             | ?                   | ?                 |
|             | البنك الإفريقي للتنمية                    | ?                   | ?                 |
|             | منظمة حظر الأسلحة الكيميائية              | ?                   | ?                 |
|             | منظمة التجارة العالمية                    | 1995                | ?                 |
|             | البنك الدولي للإنشاء والتعمير             | 25 أبريل 1958       | 10 يوليو 1963     |
|             | الأمم المتحدة                             | 12 نوفمبر 1956      | 20 سبتمبر 1960    |
|             | الاتحاد الأفريقي                          | ?                   | ?                 |
|             | مؤسسة التمويل الدولية                     | 30 أغسطس 1962       | 5 فبراير 1987     |
|             | يونسكو                                    | 7 نوفمبر 1956       | 18 أكتوبر 1960    |
|             | مؤسسة التنمية الدولية                     | 29 ديسمبر 1960      | 16 سبتمبر 1963    |
|             | الاتحاد البريدي العالمي                   | ?                   | ?                 |
|             | المركز الدولي لتسوية المنازعات الاستشارية | 10 يونيو 1967       | 14 أكتوبر 1966    |
|             | الاتحاد الدولي للاتصالات                  | 1 نوفمبر 1956       | 1961              |

## وصلات خارجية
- موقع وزارة الخارجية المغربية
- موقع وزارة الخارجية البنينية